# Agrobacterium
Agrobacterium es un género de bacterias gramnegativas que causan tumores en las plantas. Esta capacidad tumorigénica viene dada por su capacidad natural para transferir ADN a las células vegetales, hecho que los científicos rápidamente aprovecharon para convertirla en una herramienta para la creación de plantas transgénicas mediante ingeniería genética. 
Nota taxonómica: Estudios recientes han reclasificado todas las especies del género Agrobacterium, la mayoría en Rhizobium y otras en Ruegeria, Pseudorhodobacter y Stappia (géneros nuevos).
| Antiguo nombre                               | Nuevo nombre          |
| Agrobacterium larrymoorei                    | Rhizobium larrymoorei |
| Agrobacterium tumefaciens (= A. radiobacter) | Rhizobium radiobacter |
| Agrobacterium rhizogenes                     | Rhizobium rhizogenes  |
| Agrobacterium rubi                           | Rhizobium rubi        |
| Agrobacterium vitis                          | Rhizobium vitis       |

## Agrobacteriumcomo patógeno de las plantas

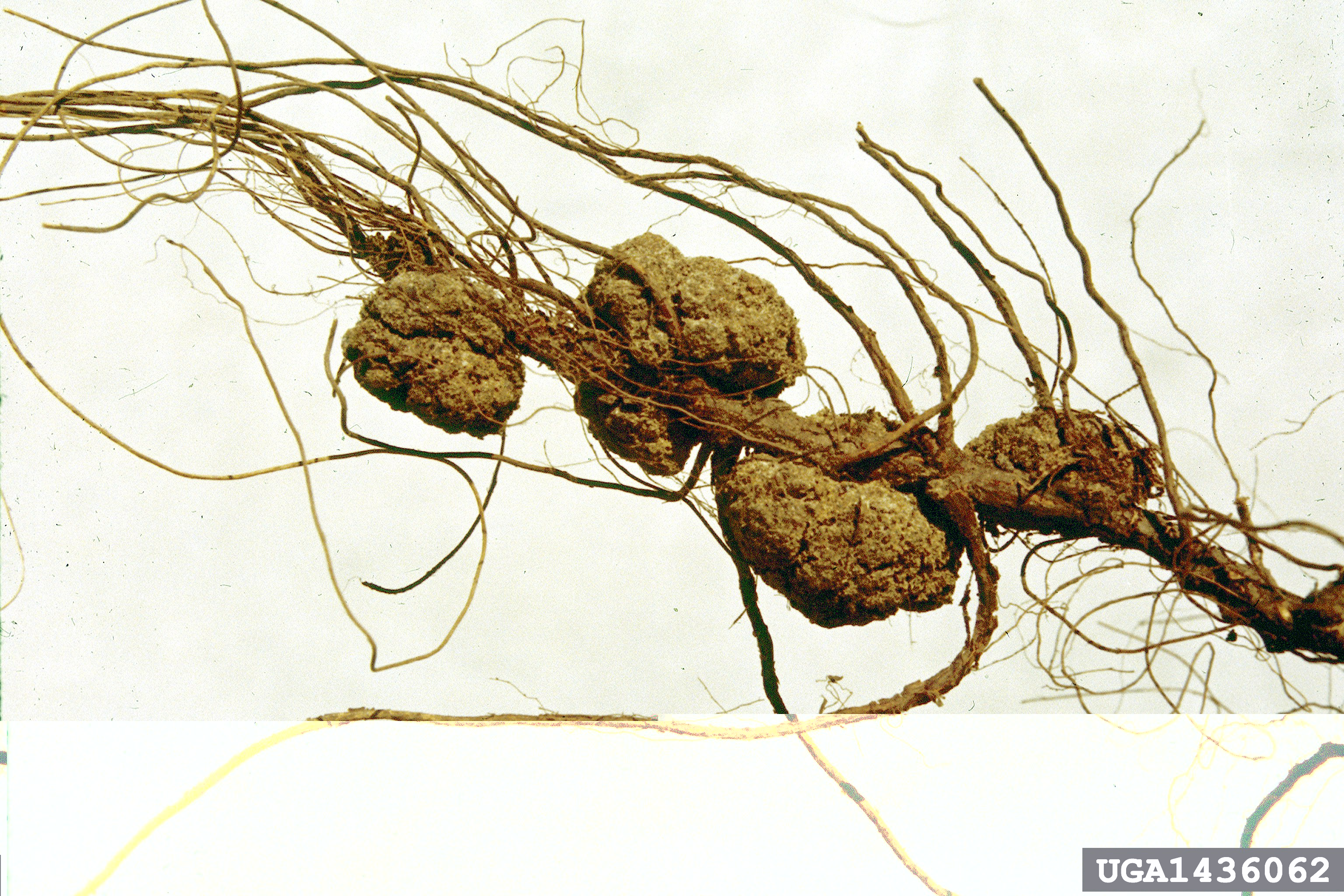
Los abultamientos en estas raíces son agallas producidas por la Agrobacterium tumefaciens.

Rhizobium radiobacter (= Agrobacterium tumefaciens) es la especie más comúnmente estudiada de este grupo. En plantas causa la enfermedad de las agallas del cuello, denominada así porque produce agallas o tumores, a menudo en la zona donde se une la raíz al tallo (cuello, o también llamado corona). Los tumores son producidos por la transferencia de un segmento de ADN (ADN-T) del plásmido bacteriano Ti (abreviatura de tumor-inductor). La especie próximamente relacionada, R. rhizogenes (= A. rhizogenes), induce tumores en la raíz, y presenta un plásmido distinto Ri (abreviatura de raíz-inductor). La especie R. vitis (= A. vitis), restringida generalmente a la vid, puede presentar un plásmido Ti. 
Cepas de otras especies bacterianas distintas de Agrobacterium, alisladas en muestras ambientales, han presentado también plásmidos Ti. Además, muchas cepas ambientales de Agrobacterium no poseen plásmidos Ti ni Ri, por lo que no son virulentas.
El plásmido ADN-T se integra semi-aleatoriamente en el genoma de la célula huésped, y los genes de virulencia del ADN-T se expresan causando la formación de una agalla. El ADN-T lleva genes de enzimas biosintéticas para la producción de aminoácidos inusuales, típicamente octopina o nopalina. También lleva genes para la biosíntesis de hormonas de las plantas, auxinas y citoquininas. Estos alteran el equilibrio hormonal en la célula, de forma que la planta no puede controlar la división de esas células, formándose tumores. El cociente de auxina a citoquinina determina la morfología del tumor.

## Agrobacteriumen biotecnología
La capacidad de Agrobacterium para transferir genes a las plantas se ha explotado en ingeniería genética para la creación de plantas trangénicas. Pueden utilizarse plásmidos Ti o Ri modificados. El plásmido se desarma eliminando los genes que inducen el tumor. Las únicas partes esenciales del ADN-T son dos pequeñas repeticiones (25 pares de bases) en los extremos, por lo menos una de las cuales es necesaria para la transformación de la planta. Marc Van Montagu y Jozef Schell en la universidad de Gante (Bélgica) descubrieron el mecanismo de transferencia de genes entre Agrobacterium y las plantas, que permiten el uso de esta bacteria en ingeniería genética. Un equipo de investigadores dirigido por Maria-Dell Chilton demostró que podían eliminarse los genes de virulencia sin afectar a la capacidad de la bacteria para insertar su propio ADN en el genoma de la planta (1983).
Los genes que se desea introducir en la planta son clonados en la región ADN-T del plásmido desarmado, junto con un marcador seleccionable (tal como la resistencia antibiótica) que será usado para seleccionar a las plantas que han sido modificadas con éxito. Después de la modificación, se hace crecer a las plantas en un medio que contiene el antibiótico, de forma que las que no tienen el ADN-T integrado en su genoma morirán. Un método alternativo es la agroinfiltración.
La modificación genética mediante Agrobacterium se puede realizar de dos formas. Una consiste en la incubación de protoplastos u otros tejidos de la planta con la bacteria y la posterior regeneración de las plantas completas. Otra forma (común para modificación de Arabidopsis se denomina"floral dipping": las flores se sumergen en un cultivo de Agrobacterium, y la bacteria transforma las células de la línea germinal que producen los gametos femeninos. Agrobacterium no infecta a todas las especies de plantas, pero se han desarrollado otras técnicas eficaces para la modificación genética de las plantas tales como la biolística.